# Habitacja
Habitacja (biał. Габітацыя; ros. Габитация) – wieś na Białorusi, w obwodzie mińskim, w rejonie miadzielskim, w sielsowiecie Dołhinów.

## Historia
W czasach zaborów w granicach Imperium Rosyjskiego.
W latach 1921–1945 wieś leżała w Polsce, w województwie nowogródzkim (od 1926 w województwie wileńskim), w powiecie duniłowickim (od 1926 w powiecie wilejskim), w gminie Budsław.
Według Powszechnego Spisu Ludności z 1921 roku zamieszkiwały tu 284 osoby, wszystkie były wyznania rzymskokatolickiego. Jednocześnie 1 mieszkaniec zadeklarował polską przynależność narodową, a 283 białoruską. Było tu 55 budynków mieszkalnych. W 1931 w 62 domach zamieszkiwało 325 osób.
Miejscowość należała do parafii rzymskokatolickiej w Budsławiu i prawosławnej w Dołhinowie. Podlegała pod Sąd Grodzki w Krzywiczach i Okręgowy w Wilnie; właściwy urząd pocztowy mieścił się w Budsławiu.